# William Rowley (amiral)
Pour les articles homonymes, voir William Rowley et Rowley.
William Rowley (v. 1690 – 1er janvier 1768) est un officier de marine et homme politique britannique. Il se distingue pendant la guerre de Succession d'Autriche, il termine sa carrière Admiral of the Fleet et Member of Parliament.

## Carrière dans laRoyal Navy
Deuxième fils de William Rowley et de sa femme, Elizabeth Dawson, Rowley entre dans la Royal Navy en tant que volontaire en 1704. Promu Capitaine en 1716, il reçoit le commandement du HMS Bideford (en) avant d'être transféré sur le HMS Lively (en) en 1719. Commandant le HMS Barfleur (en) en 1741, il se distingue pendant la Bataille de Toulon remportée par la flotte combinée franco-espagnole en 1744,. Il est nommé commandant en chef de la flotte de Sa Majesté dans la mer Méditerranée en 1745 et parvient à maintenir les flottes françaises et espagnoles dans leurs ports pendant un temps.
Il devient Rear-Admiral en 1747, Lord Commissioner of the Admiralty en 1751 et Admiral of the Fleet le 17 décembre 1762.
Rowley entre au Parliament en 1750 au sein duquel il représente Taunton, jusqu'en 1754, date à laquelle il est choisi pour représenter Portsmouth jusqu'en 1761.
Il meurt en 1768 et est probablement enterré à Stoke-by-Nayland dans le Suffolk.

## Famille
William Rowley épouse Arabella Dawson. De cette union naissent quatre fils et une fille,. Plusieurs de ses descendants s'élèveront par la suite à des positions élevées dans la Royal Navy:  
- son fils Joshua Rowley, 1er baronnet, pour qui la baronnie Rowley est érigée
- son petit-fils Josias Rowley, 1er baronnet (1765–1842), amiral connu sous le nom de « Sweeper of the Seas » (en français : Nettoyeur des Mers).
- son petit-fils Charles Rowley, amiral, 1er baronnet (1770–1845)
- son petit-fils l'Admiral of the Fleet George Martin (1764–1847)

## Sources et bibliographie
- (en) Cet article est partiellement ou en totalité issu de l’article de Wikipédia en anglais intitulé « William Rowley (Royal Navy officer) » (voir la liste des auteurs).